# Parabole du figuier
Ne doit pas être confondu avec Parabole du figuier stérile.

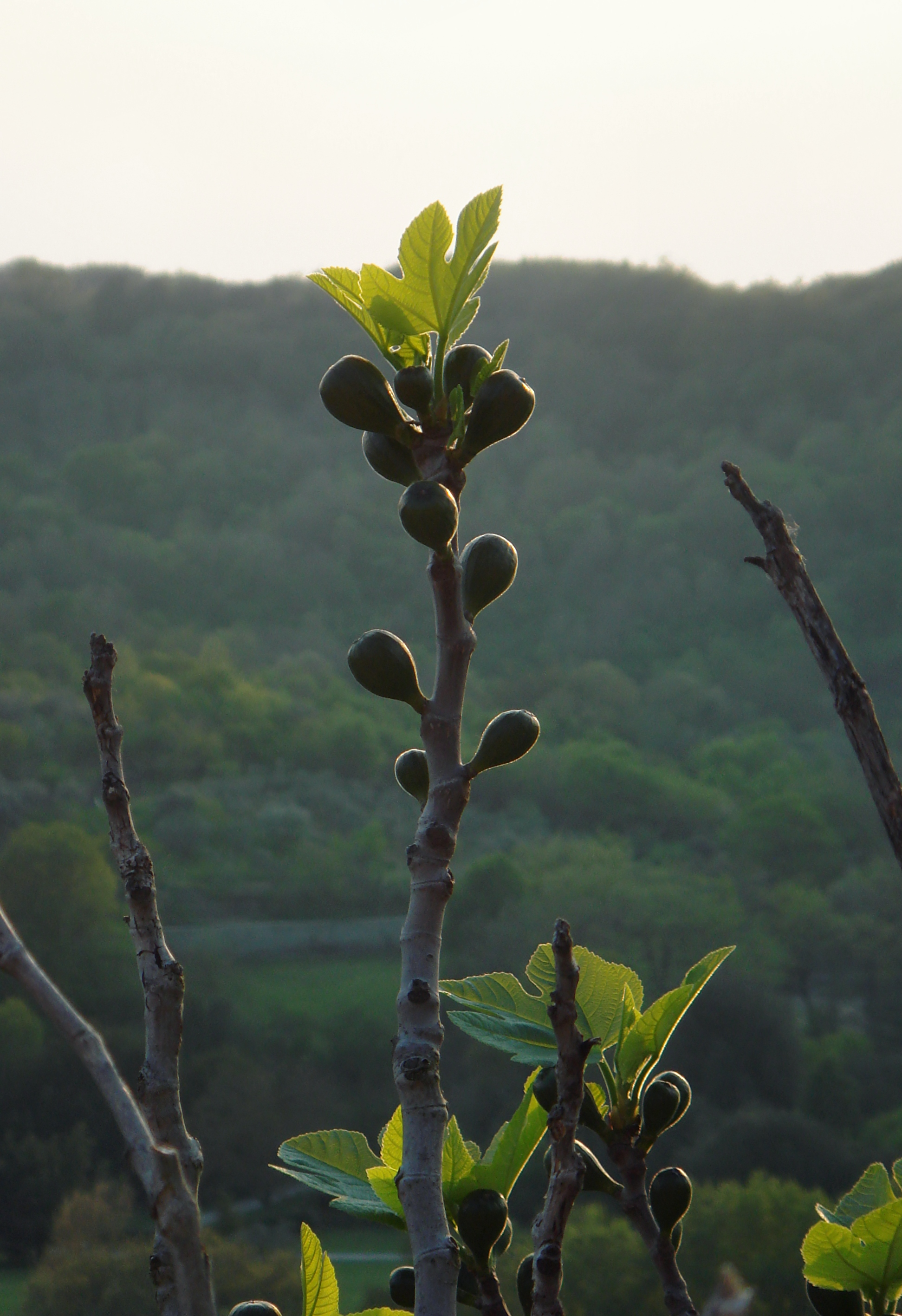
Figuier en bourgeons.

La parabole du Figuier, ou du Figuier en bourgeons, est une parabole de Jésus-Christ racontée dans les trois Évangiles synoptiques: Matthieu 24, 32-35 ; Marc 13, 28-31 ; et Luc 21, 29-33. Elle ne doit pas être confondue avec la parabole du figuier stérile rapportée dans saint Luc, 13, 6-9.
Cette parabole est immédiatement suivie d'une exhortation à la vigilance.

## Texte
- Évangile selon Luc : Et il leur dit une parabole : « Voyez ce figuier et les autres arbres. Dès qu'ils bourgeonnent, à cette vue vous comprenez par vous-mêmes que désormais l'été est proche. Ainsi de vous : lorsque vous verrez cela arriver, comprenez que le Royaume de Dieu est proche. En vérité je vous le dis que cette génération ne passera pas avant que tout ne soit arrivé. Le Ciel et la Terre passeront, mais mes paroles, non, elles ne passeront pas. »

## Interprétation
Jésus explique par la suite que cette parabole doit être comprise dans une perspective eschatologique. Comme le Discours sur le mont des Oliviers, où Jésus emploie un vocabulaire apocalyptique, il se sert du figuier pour évoquer les fins dernières et l'arrivée du temps de la Passion.
Le Docteur de l'Église Jean Chrysostome dit, dans son homélie 77, qu'un été spirituel viendra effacer l'hiver pénible de ce monde, mais il ajoute que le Messie prend l'exemple des saisons afin de montrer la nature réelle du monde, et que ce qui professé est immuable .